# Replicator (Stargate)
În universul Stargate SG-1, replicatorii sunt mașini auto-replicatoare cu o minte colectivă care caută să transforme toate civilizațiile în ei însăși, prezentând astfel o amenințare îngrozitoare pentru toate celelalte ființe. Ei sunt menționați pentru prima oară, în mod indirect, în sezonul 3, episodul Fair Game, și sunt văzuți prima dată în episodul Nemesis. Replicatorii sunt în primul rând dușmanii rasei Asgard, dar intră în conflict și cu Pământul în mai multe rânduri. Asuranii din Stargate Atlantis sunt de asemenea, numiți replicatori, datorită asemănării lor cu rasa din SG-1, dar nu sunt legături directe între cele două rase. 
Replicatorii - un set de piese autonome de înaltă tehnologie care se reunesc formând diferite forme, cu unicul obiectiv de a se auto-replica cu orice preț. Au fost creați cu mulți ani în urmă în propria noastră galaxie de un android feminin avansat de inteligență artificială pe nume Reese (Danielle Nicolet).